# Lista de prêmios e indicações recebidos por The Revenant
The Revenant é um filme estadunidense de drama histórico de 2015, co-escrito, co-produzido e dirigido por Alejandro G. Iñárritu. Protagonizado por Leonardo DiCaprio no papel do explorador norte-americano Hugh Glass, o filme é baseado no romance homônimo escrito por Michael Punke. The Revenant foi lançado em alguns cinemas norte-americanos em 25 de dezembro de 2015 - o que possibilitou sua indicação aos prêmios cinematográficos de 2016 - e lançado nacionalmente em 8 de janeiro de 2016. A aclamada performance de DiCaprio no papel principal rendeu-lhe os prêmios Globo de Ouro, Screen Actors Guild, BAFTA e o primeiro Óscar de Melhor Ator de sua carreira. 
The Revenant foi bem recebido pela crítica especializada e pelo grande público, com aprovação de 83% no site Rotten Tomatoes. O filme foi aclamado criticamente e listado nos principais rankings de melhores produções de 2015. O filme recebeu doze indicações aos Prêmios da Academia para o Oscar 2016, das quais venceu em três. 

## Prêmios e indicações
| Premiação                      | Categoria                                | Vencedores e indicados                                                                     | Resultado | Ref.   |
| ------------------------------ | ---------------------------------------- | ------------------------------------------------------------------------------------------ | --------- | ------ |
| AACTA Awards                   | Melhor Filme                             |                                                                                            | Indicado  | [ 1 ]  |
| AACTA Awards                   | Melhor Direção                           | Alejandro G. Iñárritu                                                                      | Indicado  | [ 1 ]  |
| AACTA Awards                   | Melhor Ator Principal                    | Leonardo DiCaprio                                                                          | Venceu    | [ 1 ]  |
| Annie Awards                   | Animação de Personagem em Longa-metragem | Matt Shumway, Adrian Millington, Blaine Toderian, Alex Poei e Kai-Hua Lan                  | Venceu    | [ 2 ]  |
| BAFTA Film Award               | Melhor Filme                             |                                                                                            | Venceu    | [ 3 ]  |
| BAFTA Film Award               | Melhor Ator Principal                    | Leonardo DiCaprio                                                                          | Venceu    | [ 3 ]  |
| BAFTA Film Award               | Melhor Direção                           | Alejandro G. Iñárritu                                                                      | Venceu    | [ 3 ]  |
| BAFTA Film Award               | Melhor Banda Sonora                      | Ryuichi Sakamoto e Carsten Nicolai                                                         | Indicado  | [ 3 ]  |
| BAFTA Film Award               | Melhor Cinematografia                    | Emmanuel Lubezki                                                                           | Venceu    | [ 3 ]  |
| BAFTA Film Award               | Melhor Maquiagem                         | Siân Grigg, Duncan Jarman e Robert Pandini                                                 | Indicado  | [ 3 ]  |
| BAFTA Film Award               | Melhor Edição                            | Stephen Mirrione                                                                           | Indicado  | [ 3 ]  |
| BAFTA Film Award               | Melhor Som                               | Chris Duesterdisk, Jon Taylor, Frank A. Montaño, Randy Thom, Martin Hernández e Lon Bender | Venceu    | [ 3 ]  |
| Boston Society of Film Critics | Melhor Ator                              | Leonardo DiCaprio                                                                          | Venceu    | [ 4 ]  |
| Critics' Choice Award          | Melhor Filme                             |                                                                                            | Indicado  | [ 5 ]  |
| Critics' Choice Award          | Melhor Diretor                           | Alejandro G. Iñárritu                                                                      | Indicado  | [ 5 ]  |
| Critics' Choice Award          | Melhor Ator                              | Leonardo DiCaprio                                                                          | Venceu    | [ 5 ]  |
| Critics' Choice Award          | Melhor Ator Coadjuvante                  | Tom Hardy                                                                                  | Indicado  | [ 5 ]  |
| Critics' Choice Award          | Melhor Cinematografia                    | Emmanuel Lubezki                                                                           | Venceu    | [ 5 ]  |
| Critics' Choice Award          | Melhor Edição                            | Stephen Mirrione                                                                           | Indicado  | [ 5 ]  |
| Critics' Choice Award          | Melhor Maquiagem                         |                                                                                            | Indicado  | [ 5 ]  |
| Critics' Choice Award          | Melhor Banda Sonora                      | Ryuichi Sakamoto e Carsten Nicolai                                                         | Indicado  | [ 5 ]  |
| Critics' Choice Award          | Melhores Efeitos Especiais               |                                                                                            | Indicado  | [ 5 ]  |
| Empire Awards                  | Melhor Filme                             |                                                                                            | Venceu    | [ 6 ]  |
| Empire Awards                  | Melhor Diretor                           | Alejandro G. Iñárritu                                                                      | Indicado  | [ 6 ]  |
| Empire Awards                  | Melhor Ator                              | Leonardo DiCaprio                                                                          | Indicado  | [ 6 ]  |
| Empire Awards                  | Melhor Maquiagem                         |                                                                                            | Indicado  | [ 6 ]  |
| Empire Awards                  | Melhores Efeitos Especiais               |                                                                                            | Indicado  | [ 6 ]  |
| Globo de Ouro                  | Melhor Filme - Drama                     |                                                                                            | Venceu    | [ 7 ]  |
| Globo de Ouro                  | Melhor Direção                           | Alejandro G. Iñárritu                                                                      | Venceu    | [ 7 ]  |
| Globo de Ouro                  | Melhor Ator em Filme Dramático           | Leonardo DiCaprio                                                                          | Venceu    | [ 7 ]  |
| Globo de Ouro                  | Melhor Banda Sonora Original             | Ryuichi Sakamoto e Carsten Nicolai                                                         | Indicado  | [ 7 ]  |
| MTV Movie Awards               | Melhor Performance Masculina             | Leonardo DiCaprio                                                                          | Venceu    |        |
| MTV Movie Awards               | Melhor Filme - História Real             |                                                                                            | Indicado  |        |
| MTV Movie Awards               | Melhor Luta                              | Leonardo DiCaprio vs. Urso                                                                 | Indicado  |        |
| MTV Movie Awards               | Melhor Vilão                             | Tom Hardy                                                                                  | Indicado  |        |
| Óscar                          | Melhor Filme                             |                                                                                            | Indicado  | [ 8 ]  |
| Óscar                          | Melhor Diretor                           | Alejandro G. Iñárritu                                                                      | Venceu    | [ 8 ]  |
| Óscar                          | Melhor Ator                              | Leonardo DiCaprio                                                                          | Venceu    | [ 8 ]  |
| Óscar                          | Melhor Ator Secundário                   | Tom Hardy                                                                                  | Indicado  | [ 8 ]  |
| Óscar                          | Melhor Cinematografia                    | Emmanuel Lubezki                                                                           | Venceu    | [ 8 ]  |
| Óscar                          | Melhor Figurino                          | Jacqueline West                                                                            | Indicado  | [ 8 ]  |
| Óscar                          | Melhor Edição de Som                     | Martin Hernández e Lon Bender                                                              | Indicado  | [ 8 ]  |
| Óscar                          | Melhor Mixagem de Som                    | Jon Taylor, Frank A. Montaño, Randy Thom e Chris Duesterdiek                               | Indicado  | [ 8 ]  |
| Óscar                          | Melhor Maquiagem e Penteado              | Siân Grigg, Duncan Jarman e Robert Pandini                                                 | Indicado  | [ 8 ]  |
| Óscar                          | Melhores Efeitos Especiais               | Rich McBride, Matthew Shumway, Jason Smith e Cameron Waldbauer                             | Indicado  | [ 8 ]  |
| Óscar                          | Melhor Edição                            | Stephen Mirrione                                                                           | Indicado  | [ 8 ]  |
| Óscar                          | Melhor Direção de Arte                   | Jack Fisk e Hamish Purdy                                                                   | Indicado  | [ 8 ]  |
| Satellite Awards               | Melhor Filme                             |                                                                                            | Indicado  | [ 9 ]  |
| Satellite Awards               | Melhor Diretor                           | Alejandro G. Iñárritu                                                                      | Indicado  | [ 9 ]  |
| Satellite Awards               | Melhor Ator                              | Leonardo DiCaprio                                                                          | Venceu    | [ 9 ]  |
| Satellite Awards               | Melhor Roteiro Adaptado                  | Alejandro G. Iñárritu e Mark L. Smith                                                      | Indicado  | [ 9 ]  |
| Satellite Awards               | Melhor Cinematografia                    | Emmanuel Lubezki                                                                           | Indicado  | [ 9 ]  |
| Screen Actors Guild Award      | Melhor Ator em Cinema                    | Leonardo DiCaprio                                                                          | Venceu    | [ 10 ] |